# Schwenckfeldina moebiusi
Schwenckfeldina moebiusi är en tvåvingeart som först beskrevs av Rubsaamen 1894.  Schwenckfeldina moebiusi ingår i släktet Schwenckfeldina och familjen sorgmyggor. Inga underarter finns listade i Catalogue of Life.